# Schwarzatalstraße

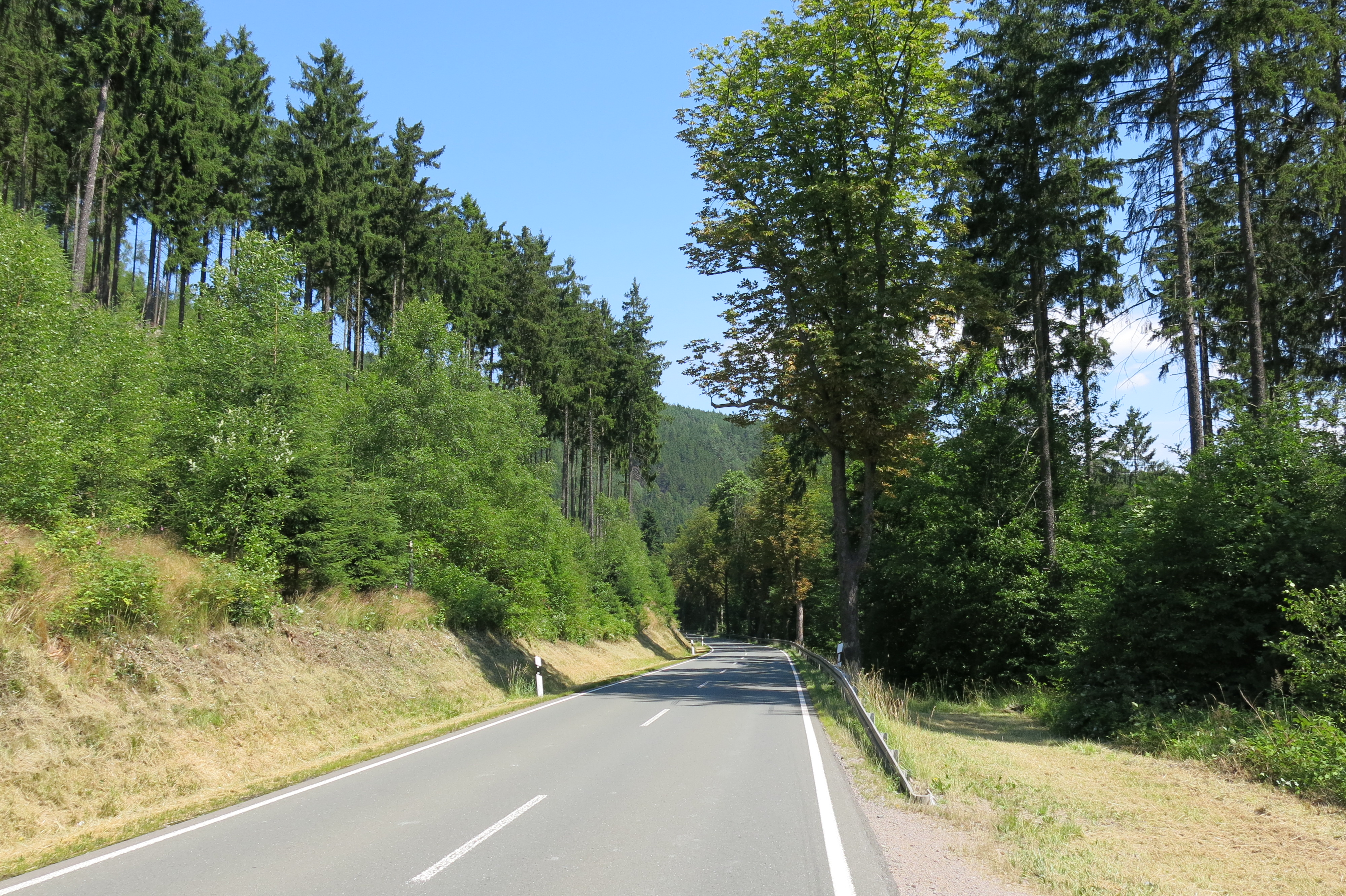
L 1112 bei Schwarzburg

Die Schwarzatalstraße, amtlich Landesstraße 1112 (abgekürzt L 1112) ist eine wichtige Landesstraße im südlichen Thüringen. Sie führt von Bad Blankenburg durch das Schwarzatal zum Rennsteig und weiter über Schalkau zur bayerisch-thüringischen Landesgrenze am Froschgrundsee, wo sie in die bayerische Staatsstraße nach Rödental übergeht. Die Schwarzatalstraße gilt, besonders unter Motorradfahrern, als eine der landschaftlich reizvollsten Strecken Thüringens. Ihre Gesamtlänge beträgt 62 Kilometer, von denen 35 Kilometer unmittelbar im Tal der Schwarza verlaufen.
Im 22 Kilometer langen Abschnitt zwischen Schwarzburg und Katzhütte ist die Schwarzatalstraße Teil der Ferienstraße Thüringer Porzellanstraße.

## Verlauf
Die Schwarzatalstraße beginnt im Stadtzentrum vom Bad Blankenburg an der Bundesstraße 88 (Ilmenau–Rudolstadt) unweit der Städte Saalfeld und Rudolstadt. Sie führt anschließend in engen Bögen durch das mäandernde Durchbruchstal der Schwarza nach Schwarzburg. Es folgen die Dörfer Sitzendorf, Mellenbach-Glasbach und Katzhütte, die sich jeweils als Straßendörfer im engen Schwarzatal mehrere Kilometer an der Straße entlangziehen. Südlich von Katzhütte führte die L 1112 ursprünglich nach Goldisthal. Dort wurde sie im Rahmen der Errichtung des PSW Goldisthal zwischen 1998 und 2003 an den östlichen Talhang verlegt, den sie dreistreifig und mit 12 % Steigung in zahlreichen Kehren hinaufführt. Als nächster Ort an der Strecke folgt Scheibe-Alsbach, wo die Schwarzatalstraße das Schwarzatal verlässt und hinauf zum Rennsteig führt. Diesen erreicht sie in Limbach, einem Ortsteil von Steinheid in gut 800 Metern Höhe. Auf dem Rennsteig verläuft hier die Bundesstraße 281 von Saalfeld nach Eisfeld. Auf der Südseite des Thüringer Waldes/Thüringer Schiefergebirges schlängelt sie sich das Grümpental hinab nach Theuern. Dort befindet sich das einzige Goldmuseum Deutschlands, welches den einstigen Goldbergbau im Grümpental dokumentiert. In Theuern verlässt die Landesstraße das Grümpental in westlicher Richtung und führt über Truckenthal in die Stadt Schalkau, wo sie die B 89 Eisfeld–Sonneberg kreuzt. Von Schalkau führt sie in südlicher Richtung durch das Itztal nach Almerswind, wo sie die bayerische Landesgrenze erreicht. Auf bayerischer Seite wird sie als Staatsstraße 2206 fortgesetzt, wo sie nach neun Kilometern in Rödental Anschluss an die im Dezember 2011 freigegebene Bundesstraße 999 Coburg–Sonneberg besitzt.

## Verkehrspolitische Bedeutung
Die Schwarzatalstraße ist die Hauptverkehrsader der gesamten Schwarzaregion. Zwischen Katzhütte (Endpunkt der von der A 71 kommenden Landesstraße 1047) und Limbach (Abzweig der Straße ins Steinachtal) ist sie besonders stark frequentiert, da sich auf diesem Abschnitt die Verkehrsströme von Erfurt/Ilmenau nach Sonneberg und vom Schwarzatal bündeln. Insgesamt ist ihr nördlicher Teil bis zum Rennsteig bedeutender als der Teil südlich des Rennsteiges.
Aus Gründen des Umweltschutzes war sie 1989 und 1990 im unteren Schwarzatal zwischen Bad Blankenburg und Schwarzburg für den Durchgangsverkehr gesperrt. Da die Umleitungsstrecke über Allendorf dem nach der politischen Wende rasant gestiegenen Verkehrsaufkommen nicht gewachsen war, wurde die Sperrung wieder aufgehoben.
Koordinaten: 50° 37′ 58,9″ N, 11° 10′ 48,8″ O